# Tæl til 100
Tæl til 100 er en dansk film fra 2004, instrueret af Linda Krogsøe Holmberg, der også har skrevet manuskriptet med Stephen Jaworski og Hans Petter Blad.

## Medvirkende
- Troels Lyby
- Anders W. Berthelsen
- Nikolaj Steen
- Ole Ernst
- Julie Carlsen